# جائزة ألمانيا الكبرى 2012
جائزة ألمانيا الكبرى 2012 (بالإنجليزية: 2012 German Grand Prix)‏ هو سباق فورمولا 1 أقيم بتاريخ 22 يوليو 2012 في حلبة هوكنهايم، ألمانيا. كان العاشر من أصل 20 في بطولة العالم لسباقات الفورمولا واحد موسم 2012. حلّ الإسباني فرناندو ألونسو أولا بينما جاء البريطاني جنسن باتون في المركز الثاني وحصل على المركز الثالث الفنلندي كيمي رايكونن.